# Candinho (futebolista)
José Cândido Sotto Maior, mais conhecido como Candinho (São Paulo, 18 de janeiro de 1945), é um ex-treinador e ex-futebolista brasileiro, que atuou como zagueiro.
Foi o gerente de futebol da Portuguesa, depois abriu uma consultoria em eventos esportivos.
É primo do tricampeão mundial de Fórmula 1, Nelson Piquet.

## Carreira

### Como jogador
Nascido na capital paulista e tendo sido criado no bairro da Mooca, Candinho começou a jogar aos 10 anos, no mirim do Palmeiras.
Depois, passou por Paulista de Jundiaí, onde ficou por três anos por empréstimo e subiu com o time para a Primeira Divisão em 1968.
De lá, foi para o futebol venezuelano, em um clube chamado Carabobo Fútbol Club, mas que é conhecido por Valencia. Ficou no ano de 1970, onde disputou a Taça Libertadores.
Em 1971, foi para o Olympique de Montreal (do Canadá), onde atuou por um ano.
Percorridos apenas 13 anos com a bola nos pés, Candinho acabou deixando os gramados por conta de uma grave fratura. Anos depois, decidiu ingressar na carreira de técnico.

### Como treinador
Candinho iniciou sua carreira de treinador em equipes do interior paulista. Ganhou a Taça de Prata de 83, pelo Juventus.
No mundo árabe, ganhou a Copa do Rei em 89, pelo Al-Hilal. Trabalhou como técnico do clube em quatro oportunidades: 1984/85, 1988/89, 1993 e 2006, conquistando dois títulos do Campeonato Saudita, dois da Copa do Rei e um da Copa da Coroa do Príncipe. Em 1993, classificou a Seleção da Arábia Saudita para a Copa do Mundo.
Na Portuguesa foi onde obteve o maior reconhecimento profissional, ao levar a equipe, em 1996, à inédita final do Campeonato Brasileiro, perdida para o Grêmio, em Porto Alegre. Esteve no clube em quatro ocasiões como técnico.
O Corinthians é outra equipe em que seu trabalho é lembrado. Candinho assumiu o Corinthians pela primeira vez no final de 1997 já sabendo que não ficaria por muito tempo. Ameaçado de rebaixamento para a Série B, o time precisava de um bombeiro competente que apagasse aquele incêndio. Candinho aceitou o desafio: treinar o time apenas nas três últimas rodadas daquela competição. Ganhou duas e, assim, fez o suficiente para livrar o Corinthians do rebaixamento. Ainda permaneceu no cargo durante a disputa de um torneio amistoso (o Festival do Futebol Brasileiro), mas, no início do ano seguinte, foi substituído por Vanderlei Luxemburgo.
Foi auxiliar-técnico do mesmo Luxemburgo na Seleção Brasileira de Futebol, entre 1998 e 2000. Depois da saída do técnico, Candinho ficou como interino por um jogo contra a Venezuela, quando o Brasil venceu por 6 a 0.
No final de 2000, Candinho voltou ao Corinthians em situação semelhante, mas dessa vez o saldo foi desastroso: nove derrotas e apenas um empate na Copa João Havelange.

### Gerente de futebol
Longe dos gramados desde 2007, quando comandou o Al-Ittihad, Candinho assumiu a vaga deixada por Toninho Cecílio na gerência de futebol do Palmeiras. Após uma curta passagem pelo Alviverde, ainda como treinador, em 2005, Candinho repetiu o fraco desempenho também no novo cargo e, meses depois, foi substituído pelo ex-jogador César Sampaio.
Meses depois, foi convocado para ser gerente de uma velha conhecida em um momento crítico: a Portuguesa, que acabara de ser rebaixada para a Série A2 do Paulistão.

## Títulos
Juventus-SP
- Taça de Prata de 1983 (Campeonato Brasileiro Série B)

Palmeiras
- Taça 125 Anos do Corpo de Bombeiros (Palmeiras versus Santos): 2005